# デュベティカ
デュベティカ（Duvetica）は、ダウンジャケットなどを提供するイタリア ヴェネツィア近郊、モリアーノ・ヴェーネトで2002年に創業したファッションブランドの一つである。もともとダウンジャケットを作っていた創業者および数人が、さらに高品質なダウンジャケットを生産することを目的に創業された。

## 概要
フランスのペリゴール地方で採取されたダウンのみを使用するというこだわりからフランス語のダウンを表す 「デュベ（Duvet）」と、「倫理・道徳」を意味するイタリア語の「エティカ（Etica）」を掛け合わせて、ブランド名をデュベティカとした。「モノ作りをする人々とその環境に対する尊重」「素材の価値を損なわない製品をお客様へお届けする努力と誠実さ」を表現することを意図している。

## 特徴
着膨れしやすいダウンジャケットにおいて、身体のラインが綺麗に見えるデザインを外見的な特徴としている。
さらにグレイグースダウンは、フォアグラの産地として有名な南フランスのペリゴール地方において、フォアグラ用に飼育されたガチョウ（グレイグース）の副産物として採取された胸元の産毛だけを使用している。他にも「世界中から選りすぐられた高品質な生地や副資材を使用する」「ヨーロッパ内で最高レベルの技術が保証された主にブルガリアのダウン専業工場で縫製・生産する」など、品質に関するこだわりがある。